# De Beren
De Beren is een Nederlandse restaurantketen.
De keten ontstond uit het Rotterdamse eetcafé Bruintje Beer, dat in 1984 aan de Noordsingel werd geopend. In 1986 introduceerde De Beren dagmenu's en begon het bedrijf te groeien. Onder leiding van Robert Cramwinkel werden meerdere restaurants geopend en kreeg de franchise-keten de naam De Beren.
In 1999 nam Ad Schaap de leiding over, toen de keten uit vijf eetcafés bestond. Onder zijn leiding breidde de keten verder uit en werden de namen van de restaurants zoals Bruintje, Betty en Brutus werden uiteindelijk gestroomlijnd naar de uniforme naam "De Beren" om verwarring te voorkomen. De bezorgservice De Bezorgbeer werd in 2001 gelanceerd om te voldoen aan de groeiende vraag naar thuisbezorging. In 2006 werden nieuwe locaties zoals Bono Beer en Brutus Beer geopend. Vijf jaar later introduceerde De Beren een nieuw gezinsmenu dat sindsdien een vast onderdeel van de menukaart is.
Een herpositionering volgde in 2016, waarbij een nieuw logo en een nieuwe huisstijl werden geïntroduceerd. In 2019 werd de keten uitgeroepen tot "Most friendly vegan-keten" in Nederland, en de pluchen berenhelm van de bezorgers werd vervangen door een nieuw outfit.
De Foodservice Awards werden in 2020 gewonnen in de categorie Restaurants. In datzelfde jaar werden de restaurants en de bezorgtak officieel samengevoegd, wat de efficiëntie en eenheid van de keten verbeterde. In 2021 vond een tweede herpositionering plaats, met de opening van nieuwe vestigingen, waaronder de 50e vestiging in de Rotterdamse Markthal.